# 180 Garumna
180 Garumna este un asteroid din centura principală, descoperit pe 29 ianuarie 1878, de Joseph Perrotin.